# Ricardo Ornelas
Ricardo Ornelas (31 dicembre 1899 – 4 settembre 1967) è stato un giornalista, calciatore e allenatore di calcio portoghese.

## Carriera

### Nazionale
Con la Nazionale portoghese partecipò alle Olimpiadi nel 1928.